# Авади
Авади је град у Индији у држави Тамил Наду. Према незваничним резултатима пописа 2011. у граду је живело 344.701 становника.

## Становништво
Према незваничним резултатима пописа, у граду је 2011. живело 344.701 становника.
| 1991.   | 2001.   | 2011.   |
| ------- | ------- | ------- |
| 183.215 | 229.403 | 344.701 |